# Liste des ministres français de l'Intérieur
Pour les autres articles nationaux ou selon les autres juridictions, voir Ministre de l'Intérieur.
Le ministre de l'Intérieur prépare et met en œuvre la politique du gouvernement en matière de sécurité intérieure, de libertés publiques, de sécurité routière, d'administration territoriale de l'État, d'immigration et d'asile.
Cet article présente la liste des ministres de l'Intérieur depuis 1790. Le titulaire actuel est Bruno Retailleau.

## Monarchie constitutionnelle
| Ministre                                          | Début            | Fin              |
| ------------------------------------------------- | ---------------- | ---------------- |
| François-Emmanuel Guignard, comte de Saint-Priest | 7 août 1790      | 25 janvier 1791  |
| Claude Antoine de Valdec de Lessart               | 25 janvier 1791  | 29 novembre 1791 |
| Bon-Claude Cahier de Gerville                     | 29 novembre 1791 | 24 mars 1792     |
| Jean-Marie Roland de La Platière                  | 24 mars 1792     | 13 juin 1792     |
| Jacques Antoine Mourgue                           | 13 juin 1792     | 18 juin 1792     |
| Antoine René, marquis de Terrier de Monciel       | 18 juin 1792     | 17 juillet 1792  |
| Étienne de Joly                                   | 17 juillet 1792  | 21 juillet 1792  |
| Clément Felix Champion de Villeneuve              | 21 juillet 1792  | 10 août 1792     |

## Première République
| Ministre | Début                                  | Fin                                    |
| --- | -------------------------------------- | -------------------------------------- |
| Jean-Marie Roland de La Platière | 10 août 1792                           | 23 janvier 1793                        |
| Dominique Joseph Garat | 23 janvier 1793                        | 20 août 1793                           |
| Jules François Paré | 20 août 1793                           | 16 germinal an II (5 avril 1794)       |
| Jean-Marie-Claude-Alexandre Goujon | 16 germinal an II (5 avril 1794)       | 19 germinal an II (8 avril 1794)       |
| Martial Joseph Armand Herman | 19 germinal an II (8 avril 1794)       | 1 floréal an II (20 avril 1794)        |
| Par décret du 12 germinal an II (1er avril 1794), une partie du ministère de l'Intérieur et le ministère de la Justice sont intégrés au sein de la Commission des administrations civiles, police et tribunaux. Ainsi, du 1 floréal an II (20 avril 1794) au 12 brumaire an IV (3 novembre 1795), il n'y a pas de ministre de l'Intérieur. |                                        |                                        |
| Pierre Bénézech | 12 brumaire an IV (3 novembre 1795)    | 27 messidor an V (15 juillet 1797)     |
| Nicolas François de Neufchâteau | 27 messidor an V (15 juillet 1797)     | 27 fructidor an V (13 septembre 1797)  |
| François Sébastien Letourneux | 27 fructidor an V (13 septembre 1797)  | 29 prairial an VI (17 juin 1798)       |
| Nicolas François de Neufchâteau | 29 prairial an VI (17 juin 1798)       | 4 messidor an VII (22 juin 1799)       |
| Nicolas-Marie Quinette | 4 messidor an VII (22 juin 1799)       | 19 brumaire an VIII (10 novembre 1799) |
| Pierre-Simon de Laplace | 21 brumaire an VIII (12 novembre 1799) | 4 nivôse an VIII (25 décembre 1799)    |
| Lucien Bonaparte | 4 nivôse an VIII (25 décembre 1799)    | 15 brumaire an IX (6 novembre 1800)    |
| Jean-Antoine Chaptal | 15 brumaire an IX (6 novembre 1800)    | 19 thermidor an XII (7 août 1804)      |

## Premier Empire
| Ministre                                   | Ministre                           | Début                             | Fin         |
| ------------------------------------------ | ---------------------------------- | --------------------------------- | ----------- |
|                                            | Jean-Baptiste Nompère de Champagny | 19 thermidor an XII (7 août 1804) | 9 août 1807 |
| Emmanuel Crétet, comte de Champmol         | 9 août 1807                        | 29 juin 1809                      |             |
| Joseph Fouché                              | 29 juin 1809                       | 1er octobre 1809                  |             |
| Jean-Pierre Bachasson, comte de Montalivet | 1er octobre 1809                   | 1er avril 1814                    |             |

## Première Restauration
| Ministre | Ministre                                             | Début        | Fin          |
| -------- | ---------------------------------------------------- | ------------ | ------------ |
|          | Jacques Claude, comte Beugnot                        | 3 avril 1814 | 13 mai 1814  |
|          | François-Xavier-Marc-Antoine de Montesquiou-Fézensac | 13 mai 1814  | 20 mars 1815 |

## Cent-Jours
| Ministre | Ministre      | Début        | Fin          |
| -------- | ------------- | ------------ | ------------ |
|          | Lazare Carnot | 20 mars 1815 | 22 juin 1815 |

## Seconde Restauration
| Ministre | Ministre                                               | Début             | Fin               |
| -------- | ------------------------------------------------------ | ----------------- | ----------------- |
|          | Claude-Marie Carnot-Feulin                             | 22 juin 1815      | 7 juillet 1815    |
|          | Étienne-Denis, chancelier Pasquier                     | 7 juillet 1815    | 26 septembre 1815 |
|          | Vincent-Marie Viénot, dit le comte de Vaublanc         | 26 septembre 1815 | 7 mai 1816        |
|          | Joseph-Henri-Joachim, vicomte Lainé                    | 7 mai 1816        | 29 décembre 1818  |
|          | Élie, comte Decazes                                    | 29 décembre 1818  | 20 février 1820   |
|          | Joseph Jérôme, comte Siméon                            | 20 février 1820   | 14 décembre 1821  |
|          | Jacques Joseph Guillaume Pierre, comte de Corbière     | 14 décembre 1821  | 4 janvier 1828    |
|          | Jean-Baptiste Sylvère Gaye, vicomte de Martignac       | 4 janvier 1828    | 8 août 1829       |
|          | François-Régis de La Bourdonnaye, comte de La Bretèche | 8 août 1829       | 18 novembre 1829  |
|          | Guillaume Isidore Baron, comte de Montbel              | 18 novembre 1829  | 19 mai 1830       |
|          | Pierre-Denis, comte de Peyronnet                       | 19 mai 1830       | 31 juillet 1830   |
|          | Victor, duc de Broglie                                 | 31 juillet 1830   | 1er août 1830     |

## Monarchie de Juillet
| Ministre | Ministre                               | Intitulé                | Début            | Fin              | Gouvernement                                                                           |
| -------- | -------------------------------------- | ----------------------- | ---------------- | ---------------- | -------------------------------------------------------------------------------------- |
|          | François Guizot                        | Ministre de l'Intérieur | 1er août 1830    | 2 novembre 1830  | Ministère provisoire du 1er août 1830 Premier ministère du règne de Louis-Philippe Ier |
|          | Camille Bachasson, comte de Montalivet | Ministre de l'Intérieur | 2 novembre 1830  | 13 mars 1831     | Laffitte                                                                               |
|          | Casimir Pierre Perier                  | Ministre de l'Intérieur | 13 mars 1831     | 27 avril 1832    | Perier                                                                                 |
|          | Camille Bachasson, comte de Montalivet | Ministre de l'Intérieur | 27 avril 1832    | 11 octobre 1832  | Soult I                                                                                |
|          | Adolphe Thiers                         | Ministre de l'Intérieur | 11 octobre 1832  | 31 décembre 1832 | Soult I                                                                                |
|          | Antoine Maurice Apollinaire d'Argout   | Ministre de l'Intérieur | 31 décembre 1832 | 4 avril 1834     | Soult I                                                                                |
|          | Adolphe Thiers                         | Ministre de l'Intérieur | 4 avril 1834     | 10 novembre 1834 | Soult I Gérard                                                                         |
|          | Hugues-Bernard Maret, duc de Bassano   | Ministre de l'Intérieur | 10 novembre 1834 | 18 novembre 1834 | Maret                                                                                  |
|          | Adolphe Thiers                         | Ministre de l'Intérieur | 18 novembre 1834 | 22 février 1836  | Mortier Broglie                                                                        |
|          | Camille Bachasson, comte de Montalivet | Ministre de l'Intérieur | 22 février 1836  | 6 septembre 1836 | Thiers I                                                                               |
|          | Adrien de Gasparin                     | Ministre de l'Intérieur | 6 septembre 1836 | 15 avril 1837    | Molé I                                                                                 |
|          | Camille Bachasson, comte de Montalivet | Ministre de l'Intérieur | 15 avril 1837    | 31 mars 1839     | Molé II                                                                                |
|          | Adrien de Gasparin                     | Ministre de l'Intérieur | 31 mars 1839     | 12 mai 1839      | Gasparin                                                                               |
|          | Tanneguy Duchâtel                      | Ministre de l'Intérieur | 12 mai 1839      | 1er mars 1840    | Soult II                                                                               |
|          | Charles, comte de Rémusat              | Ministre de l'Intérieur | 1er mars 1840    | 29 octobre 1840  | Thiers II                                                                              |
|          | Tanneguy Duchâtel                      | Ministre de l'Intérieur | 29 octobre 1840  | 24 février 1848  | Soult III Guizot                                                                       |

## Deuxième République
| Ministre             | Ministre               | Intitulé                                      | Parti              | Début            | Fin              | Gouvernement         |
| -------------------- | ---------------------- | --------------------------------------------- | ------------------ | ---------------- | ---------------- | -------------------- |
|                      | Alexandre Ledru-Rollin | Ministre de l'Intérieur                       | Montagne           | 24 février 1848  | 11 mai 1848      | Provisoire de 1848   |
|                      | Adrien Recurt          | Ministre de l'Intérieur                       |                    | 11 mai 1848      | 28 juin 1848     | Commission exécutive |
|                      | Jules Senard           | Ministre de l'Intérieur                       | Républicain modéré | 28 juin 1848     | 13 octobre 1848  | Cavaignac            |
|                      | Jules Dufaure          | Ministre de l'Intérieur                       | Orléaniste         | 13 octobre 1848  | 20 décembre 1848 | Cavaignac            |
|                      | Léon de Maleville      | Ministre de l'Intérieur                       | Monarchiste        | 20 décembre 1848 | 29 décembre 1848 | Barrot I             |
|                      | Léon Faucher           | Ministre de l'Intérieur                       | Parti de l'Ordre   | 29 décembre 1848 | 2 juin 1849      | Barrot I             |
|                      | Jules Dufaure          | Ministre de l'Intérieur                       | Orléaniste         | 2 juin 1849      | 31 octobre 1849  | Barrot II            |
|                      | Ferdinand Barrot       | Ministre de l'Intérieur                       | Parti de l'Ordre   | 31 octobre 1849  | 15 mars 1850     | Hautpoul             |
|                      | Pierre Jules Baroche   | Ministre de l'Intérieur                       | Bonapartiste       | 15 mars 1850     | 24 janvier 1851  | Hautpoul             |
| Claude-Marius Vaïsse | 24 janvier 1851        | Ministre de l'Intérieur                       | Bonapartiste       | 10 avril 1851    | Petit ministère  |                      |
|                      | Léon Faucher           | Ministre de l'Intérieur et principal ministre | Parti de l'Ordre   | 10 avril 1851    | 26 octobre 1851  | Faucher              |
|                      | René de Thorigny       | Ministre de l'Intérieur                       | Bonapartiste       | 26 octobre 1851  | 2 décembre 1851  | Dernier ministère    |

## Second Empire
| Ministre | Ministre                         | Début             | Fin               |
| -------- | -------------------------------- | ----------------- | ----------------- |
|          | Charles Auguste, duc de Morny    | 2 décembre 1851   | 22 janvier 1852   |
|          | Victor Fialin, comte de Persigny | 22 janvier 1852   | 23 juin 1854      |
|          | Adolphe Billault                 | 23 juin 1854      | 7 février 1858    |
|          | Charles-Marie-Esprit Espinasse   | 7 février 1858    | 14 juin 1858      |
|          | Claude Alphonse Delangle         | 14 juin 1858      | 5 mai 1859        |
|          | Ernest Arrighi de Casanova       | 5 mai 1859        | 1er novembre 1859 |
|          | Adolphe Billault                 | 1er novembre 1859 | 5 décembre 1860   |
|          | Victor Fialin, comte de Persigny | 5 décembre 1860   | 23 juin 1863      |
|          | Paul Boudet                      | 23 juin 1863      | 28 mars 1865      |
|          | Charles de La Valette            | 28 mars 1865      | 13 novembre 1867  |
|          | Ernest Pinard                    | 13 novembre 1867  | 17 décembre 1868  |
|          | Adolphe de Forcade Laroquette    | 17 décembre 1868  | 2 janvier 1870    |
|          | Eugène Chevandier de Valdrome    | 2 janvier 1870    | 9 août 1870       |
|          | Henri Chevreau                   | 18 août 1870      | 4 septembre 1870  |

## Troisième République
| Ministre                           | Ministre                              | Intitulé                              | Parti                           | Début                           | Fin                                    | Gouvernement                                               |
| Gouvernement provisoire de 1870    | Gouvernement provisoire de 1870       | Gouvernement provisoire de 1870       | Gouvernement provisoire de 1870 | Gouvernement provisoire de 1870 | Gouvernement provisoire de 1870        | Gouvernement provisoire de 1870                            |
| ---------------------------------- | ------------------------------------- | ------------------------------------- | ------------------------------- | ------------------------------- | -------------------------------------- | ---------------------------------------------------------- |
|                                    | Léon Gambetta                         | Ministre de l'Intérieur               | Extrême-gauche                  | 4 septembre 1870                | 6 février 1871                         | Défense nationale                                          |
|                                    | Emmanuel Arago                        | Ministre de l'Intérieur               | Gauche                          | 6 février 1871                  | 19 février 1871                        | Défense nationale                                          |
| Présidence d'Adolphe Thiers        |                                       |                                       |                                 |                                 |                                        |                                                            |
|                                    | Ernest Picard                         | Ministre de l'Intérieur               | Centre gauche                   | 19 février 1871                 | 5 juin 1871                            | Dufaure I                                                  |
| Félix Lambrecht                    | 5 juin 1871                           | Ministre de l'Intérieur               | Centre gauche                   | 8 octobre 1871                  |                                        | Dufaure I                                                  |
| Auguste Casimir-Perier             | 11 octobre 1871                       | Ministre de l'Intérieur               | Centre gauche                   | 6 février 1872                  |                                        | Dufaure I                                                  |
| Victor Lefranc                     | 6 février 1872                        | Ministre de l'Intérieur               | Centre gauche                   | 7 décembre 1872                 |                                        | Dufaure I                                                  |
|                                    | Eugène de Goulard                     | Ministre de l'Intérieur               | Centre droit                    | 7 décembre 1872                 | 18 mai 1873                            | Dufaure I                                                  |
|                                    | Auguste Casimir-Perier                | Ministre de l'Intérieur               | Centre gauche                   | 18 mai 1873                     | 25 mai 1873                            | Dufaure II                                                 |
| Présidence de Patrice de Mac Mahon |                                       |                                       |                                 |                                 |                                        |                                                            |
|                                    | Charles Ernest Beulé                  | Ministre de l'Intérieur               | Orléaniste                      | 25 mai 1873                     | 26 novembre 1873                       | Broglie I                                                  |
| Albert de Broglie                  | 26 novembre 1873                      | Ministre de l'Intérieur               | Orléaniste                      | 22 mai 1874                     | Broglie II                             |                                                            |
|                                    | Oscar Bardi de Fourtou                | Ministre de l'Intérieur               | Bonapartiste                    | 22 mai 1874                     | 20 juillet 1874                        | Courtot de Cissey                                          |
|                                    | François de Chabaud-Latour            | Ministre de l'Intérieur               | Orléaniste                      | 20 juillet 1874                 | 10 mars 1875                           | Courtot de Cissey                                          |
| Louis Buffet                       | 10 mars 1875                          | Ministre de l'Intérieur               | Orléaniste                      | 23 février 1876                 | Buffet                                 |                                                            |
|                                    | Jules Dufaure                         | Ministre de l'Intérieur               | Républicain conservateur        | 23 février 1876                 | 9 mars 1876                            | Dufaure III                                                |
|                                    | Amable Ricard                         | Ministre de l'Intérieur               | Centre gauche                   | 9 mars 1876                     | 11 mai 1876                            | Dufaure IV                                                 |
| Émile de Marcère                   | 15 mai 1876                           | Ministre de l'Intérieur               | Centre gauche                   | 12 décembre 1876                |                                        | Dufaure IV                                                 |
|                                    | Jules Simon                           | Ministre de l'Intérieur               | Gauche républicaine             | 12 décembre 1876                | 17 mai 1877                            | Simon                                                      |
|                                    | Oscar Bardi de Fourtou                | Ministre de l'Intérieur               | Bonapartiste                    | 17 mai 1877                     | 23 novembre 1877                       | Broglie III                                                |
| Charles Welche                     | 23 novembre 1877                      | Ministre de l'Intérieur               | Bonapartiste                    | 13 décembre 1877                | Rochebouët                             |                                                            |
|                                    | Émile de Marcère                      | Ministre de l'Intérieur               | Centre gauche                   | 13 décembre 1877                | 4 février 1879                         | Dufaure V                                                  |
| Présidence de Jules Grévy          |                                       |                                       |                                 |                                 |                                        |                                                            |
|                                    | Émile de Marcère                      | Ministre de l'Intérieur et des Cultes | Centre gauche                   | 4 février 1879                  | 4 mars 1879                            | Waddington                                                 |
|                                    | Charles Lepère                        | Ministre de l'Intérieur et des Cultes | Union républicaine              | 4 mars 1879                     | 17 mai 1880                            | Waddington                                                 |
|                                    | Ernest Constans                       | Ministre de l'Intérieur et des Cultes | Gauche républicaine             | 17 mai 1880                     | 14 novembre 1881                       | de Freycinet II Ferry I                                    |
|                                    | Pierre Waldeck-Rousseau               | Ministre de l'Intérieur et des Cultes | Union républicaine              | 14 novembre 1881                | 30 janvier 1882                        | Gambetta                                                   |
| René Goblet                        | Ministre de l'Intérieur               | 30 janvier 1882                       | Union républicaine              | 7 août 1882                     | de Freycinet II Duclerc                |                                                            |
|                                    | Armand Fallières                      | Ministre de l'Intérieur et des Cultes | Gauche républicaine             | 7 août 1882                     | 21 février 1883                        | Fallières                                                  |
|                                    | Pierre Waldeck-Rousseau               | Ministre de l'Intérieur et des Cultes | Union républicaine              | 21 février 1883                 | 27 février 1883                        | Ferry II                                                   |
| Ministre de l'Intérieur            | Pierre Waldeck-Rousseau               | 27 février 1883                       | Union républicaine              | 6 avril 1885                    |                                        | Ferry II                                                   |
| François Allain-Targé              | Ministre de l'Intérieur et des Cultes | 6 avril 1885                          | Union républicaine              | 7 janvier 1886                  | Brisson I                              |                                                            |
|                                    | Ferdinand Sarrien                     | Ministre de l'Intérieur               | Gauche radicale                 | 7 janvier 1886                  | 11 décembre 1886                       | de Freycinet III                                           |
| René Goblet                        | Ministre de l'Intérieur et des Cultes | 11 décembre 1886                      | Gauche radicale                 | 30 mai 1877                     | Goblet                                 |                                                            |
|                                    | Armand Fallières                      | Ministre de l'Intérieur               | Union démocratique              | 30 mai 1887                     | 12 décembre 1887                       | Rouvier I                                                  |
| Présidence de Sadi Carnot          |                                       |                                       |                                 |                                 |                                        |                                                            |
|                                    | Ferdinand Sarrien                     | Ministre de l'Intérieur               | Union démocratique              | 12 décembre 1887                | 3 avril 1888                           | Tirard I                                                   |
|                                    | Charles Floquet                       | Ministre de l'Intérieur               | Gauche radicale                 | 3 avril 1888                    | 22 février 1889                        | Floquet                                                    |
|                                    | Ernest Constans                       | Ministre de l'Intérieur               | Union démocratique              | 22 février 1889                 | 1er mars 1890                          | Tirard II de Freycinet IV                                  |
|                                    | Léon Bourgeois                        | Ministre de l'Intérieur               | Gauche radicale                 | 1er mars 1890                   | 17 mars 1890                           | de Freycinet IV                                            |
|                                    | Ernest Constans                       | Ministre de l'Intérieur               | Union démocratique              | 17 mars 1890                    | 27 février 1892                        | de Freycinet IV                                            |
|                                    | Émile Loubet                          | Ministre de l'Intérieur               | Gauche républicaine             | 27 février 1892                 | 11 janvier 1893                        | Loubet Ribot I                                             |
|                                    | Alexandre Ribot                       | Ministre de l'Intérieur               | Union libérale républicaine     | 11 janvier 1893                 | 4 avril 1893                           | Ribot II                                                   |
|                                    | Charles Dupuy                         | Ministre de l'Intérieur               | Union républicaine              | 4 avril 1893                    | 3 décembre 1893                        | Dupuy I                                                    |
|                                    | David Raynal                          | Ministre de l'Intérieur               | ANR                             | 3 décembre 1893                 | 30 mai 1894                            | Casimir-Perier                                             |
| Charles Dupuy                      | Ministre de l'Intérieur et des Cultes | 30 mai 1894                           | ANR                             | 1er juillet 1894                | Dupuy II                               |                                                            |
| Présidence de Jean Casimir-Perier  |                                       |                                       |                                 |                                 |                                        |                                                            |
|                                    | Charles Dupuy                         | Ministre de l'Intérieur et des Cultes | ANR                             | 2 juillet 1894                  | 26 janvier 1895                        | Dupuy III                                                  |
| Présidence de Félix Faure          |                                       |                                       |                                 |                                 |                                        |                                                            |
|                                    | Georges Leygues                       | Ministre de l'Intérieur et des Cultes | ANR                             | 26 janvier 1895                 | 1er novembre 1895                      | Ribot III                                                  |
|                                    | Léon Bourgeois                        | Ministre de l'Intérieur               | Radical                         | 1er novembre 1895               | 28 mars 1896                           | Bourgeois                                                  |
|                                    | Ferdinand Sarrien                     | Ministre de l'Intérieur               | Gauche progressiste             | 30 mars 1896                    | 29 avril 1896                          | Bourgeois                                                  |
|                                    | Louis Barthou                         | Ministre de l'Intérieur               | ANR                             | 29 avril 1896                   | 28 juin 1898                           | Méline                                                     |
|                                    | Henri Brisson                         | Ministre de l'Intérieur               | Radical                         | 28 juin 1898                    | 1er novembre 1898                      | Brisson II                                                 |
|                                    | Charles Dupuy                         | Ministre de l'Intérieur et des Cultes | ANR                             | 1er novembre 1898               | 18 février 1899                        | Brisson II Dupuy IV                                        |
| Présidence d'Émile Loubet          |                                       |                                       |                                 |                                 |                                        |                                                            |
|                                    | Charles Dupuy                         | Ministre de l'Intérieur et des Cultes | ANR                             | 18 février 1899                 | 22 juin 1899                           | Dupuy V                                                    |
|                                    | Pierre Waldeck-Rousseau               | Ministre de l'Intérieur et des Cultes | Modérés/ARD                     | 22 juin 1899                    | 7 juin 1902                            | Waldeck-Rousseau                                           |
|                                    | Émile Combes                          | Ministre de l'Intérieur et des Cultes | PRRRS                           | 7 juin 1902                     | 24 janvier 1905                        | Combes                                                     |
|                                    | Eugène Étienne                        | Ministre de l'Intérieur               | ARD                             | 24 janvier 1905                 | 12 novembre 1905                       | Rouvier II                                                 |
|                                    | Fernand Dubief                        | Ministre de l'Intérieur               | PRRRS                           | 12 novembre 1905                | 18 février 1906                        | Rouvier II                                                 |
| Présidence d'Armand Fallières      |                                       |                                       |                                 |                                 |                                        |                                                            |
|                                    | Fernand Dubief                        | Ministre de l'Intérieur               | PRRRS                           | 18 février 1906                 | 14 mars 1906                           | Rouvier III                                                |
|                                    | Georges Clemenceau                    | Ministre de l'Intérieur               | RI                              | 14 mars 1906                    | 24 juillet 1909                        | Sarrien Clemenceau I                                       |
|                                    | Aristide Briand                       | Ministre de l'Intérieur et des Cultes | SI                              | 24 juillet 1909                 | 2 mars 1911                            | Briand I et II                                             |
|                                    | Ernest Monis                          | Ministre de l'Intérieur et des Cultes | PRRRS                           | 2 mars 1911                     | 27 juin 1911                           | Monis                                                      |
| Joseph Caillaux                    | 27 juin 1911                          | Ministre de l'Intérieur et des Cultes | PRRRS                           | 14 janvier 1912                 | Caillaux                               |                                                            |
| Théodore Steeg                     | Ministre de l'Intérieur               | 14 janvier 1912                       | PRRRS                           | 21 janvier 1913                 | Poincaré I                             |                                                            |
|                                    | Ministre de l'Intérieur               | Aristide Briand                       | PRS                             | 21 janvier 1913                 | 18 février 1913                        | Briand III                                                 |
| Présidence de Raymond Poincaré     |                                       |                                       |                                 |                                 |                                        |                                                            |
|                                    | Aristide Briand                       | Ministre de l'Intérieur               | PRS                             | 18 février 1913                 | 22 mars 1913                           | Briand IV                                                  |
|                                    | Louis-Lucien Klotz                    | Ministre de l'Intérieur               | PRRRS                           | 22 mars 1913                    | 9 décembre 1913                        | Barthou                                                    |
| René Renoult                       | 9 décembre 1913                       | Ministre de l'Intérieur               | PRRRS                           | 17 mars 1914                    | Doumergue I                            |                                                            |
| Louis Malvy                        | 17 mars 1914                          | Ministre de l'Intérieur               | PRRRS                           | 9 juin 1914                     | Doumergue I                            |                                                            |
| Paul Peytral                       | 9 juin 1914                           | Ministre de l'Intérieur               | PRRRS                           | 13 juin 1914                    | Ribot IV                               |                                                            |
| Louis Malvy                        | 13 juin 1914                          | Ministre de l'Intérieur               | PRRRS                           | 31 août 1917                    | Viviani I et II Briand V et VI Ribot V |                                                            |
| Théodore Steeg                     | 1er septembre 1917                    | Ministre de l'Intérieur               | PRRRS                           | 16 novembre 1917                | Ribot V Painlevé I                     |                                                            |
| Jules Pams                         | 16 novembre 1917                      | Ministre de l'Intérieur               | PRRRS                           | 20 janvier 1920                 | Clemenceau II                          |                                                            |
| Théodore Steeg                     | 20 janvier 1920                       | Ministre de l'Intérieur               | PRRRS                           | 18 février 1920                 | Millerand I                            |                                                            |
| Présidence de Paul Deschanel       |                                       |                                       |                                 |                                 |                                        |                                                            |
|                                    | Théodore Steeg                        | Ministre de l'Intérieur               | PRRRS                           | 18 février 1920                 | 24 septembre 1920                      | Millerand II                                               |
| Présidence d'Alexandre Millerand   |                                       |                                       |                                 |                                 |                                        |                                                            |
|                                    | Théodore Steeg                        | Ministre de l'Intérieur               | PRRRS                           | 24 septembre 1920               | 16 janvier 1921                        | Leygues                                                    |
| Pierre Marraud                     | 16 janvier 1921                       | Ministre de l'Intérieur               | PRRRS                           | 15 janvier 1922                 | Briand VII                             |                                                            |
|                                    | Maurice Maunoury                      | Ministre de l'Intérieur               | PRDS                            | 15 janvier 1922                 | 29 mars 1924                           | Poincaré II                                                |
| Justin de Selves                   | 29 mars 1924                          | Ministre de l'Intérieur               | PRDS                            | 14 juin 1924                    | Poincaré III François-Marsal           |                                                            |
| Présidence de Gaston Doumergue     |                                       |                                       |                                 |                                 |                                        |                                                            |
|                                    | Camille Chautemps                     | Ministre de l'Intérieur               | PRRRS                           | 14 juin 1924                    | 17 avril 1925                          | Herriot I                                                  |
|                                    | Abraham Schrameck                     | Ministre de l'Intérieur               | SE                              | 17 avril 1925                   | 22 novembre 1925                       | Painlevé II et III                                         |
|                                    | Camille Chautemps                     | Ministre de l'Intérieur               | PRRRS                           | 28 novembre 1925                | 9 mars 1926                            | Briand VIII                                                |
| Louis Malvy                        | 9 mars 1926                           | Ministre de l'Intérieur               | PRRRS                           | 10 avril 1926                   | Briand IX                              |                                                            |
| Jean Durand                        | 10 avril 1926                         | Ministre de l'Intérieur               | PRRRS                           | 19 juillet 1926                 | Briand IX et X                         |                                                            |
| Camille Chautemps                  | 19 juillet 1926                       | Ministre de l'Intérieur               | PRRRS                           | 23 juillet 1926                 | Herriot II                             |                                                            |
| Albert Sarraut                     | 23 juillet 1926                       | Ministre de l'Intérieur               | PRRRS                           | 11 novembre 1928                | Poincaré IV                            |                                                            |
|                                    | André Tardieu                         | Ministre de l'Intérieur               | PRDS                            | 11 novembre 1928                | 21 février 1930                        | Poincaré V Briand XI Tardieu I                             |
|                                    | Camille Chautemps                     | Ministre de l'Intérieur               | PRRRS                           | 21 février 1930                 | 2 mars 1930                            | Chautemps I                                                |
|                                    | André Tardieu                         | Ministre de l'Intérieur               | PRDS                            | 2 mars 1930                     | 13 décembre 1930                       | Tardieu II                                                 |
| Georges Leygues                    | 13 décembre 1930                      | Ministre de l'Intérieur               | PRDS                            | 27 janvier 1931                 | Steeg                                  |                                                            |
|                                    | Pierre Laval                          | Ministre de l'Intérieur               | DVD                             | 27 janvier 1931                 | 13 juin 1931                           | Laval I                                                    |
| Présidence de Paul Doumer          |                                       |                                       |                                 |                                 |                                        |                                                            |
|                                    | Pierre Laval                          | Ministre de l'Intérieur               | DVD                             | 13 juin 1931                    | 14 janvier 1932                        | Laval II                                                   |
|                                    | Pierre Cathala                        | Ministre de l'Intérieur               | RI                              | 14 janvier 1932                 | 20 février 1932                        | Laval III                                                  |
| Albert Mahieu                      | 20 février 1932                       | Ministre de l'Intérieur               | RI                              | 3 juin 1932                     | Tardieu III                            |                                                            |
| Présidence d'Albert Lebrun         |                                       |                                       |                                 |                                 |                                        |                                                            |
|                                    | Camille Chautemps                     | Ministre de l'Intérieur               | PRRRS                           | 3 juin 1932                     | 30 janvier 1934                        | Herriot III Paul-Boncour Daladier I Sarraut I Chautemps II |
|                                    | Eugène Frot                           | Ministre de l'Intérieur               | PRS                             | 30 janvier 1934                 | 9 février 1934                         | Daladier II                                                |
|                                    | Albert Sarraut                        | Ministre de l'Intérieur               | PRRRS                           | 9 février 1934                  | 13 octobre 1934                        | Doumergue II                                               |
| Paul Marchandeau                   | 13 octobre 1934                       | Ministre de l'Intérieur               | PRRRS                           | 8 novembre 1934                 |                                        | Doumergue II                                               |
| Marcel Régnier                     | 8 novembre 1934                       | Ministre de l'Intérieur               | PRRRS                           | 1er juin 1935                   | Flandin I                              |                                                            |
|                                    | Fernand Bouisson                      | Ministre de l'Intérieur               | DVG                             | 1er juin 1935                   | 7 juin 1935                            | Bouisson                                                   |
|                                    | Joseph Paganon                        | Ministre de l'Intérieur               | PRRRS                           | 7 juin 1935                     | 24 janvier 1936                        | Laval IV                                                   |
| Albert Sarraut                     | 24 janvier 1936                       | Ministre de l'Intérieur               | PRRRS                           | 4 juin 1936                     | Sarraut II                             |                                                            |
|                                    | Roger Salengro                        | Ministre de l'Intérieur               | SFIO                            | 4 juin 1936                     | 18 novembre 1936                       | Blum I                                                     |
| Léon Blum (intérim)                | 19 novembre 1936                      | Ministre de l'Intérieur               | SFIO                            | 24 novembre 1936                |                                        | Blum I                                                     |
| Marx Dormoy                        | 24 novembre 1936                      | Ministre de l'Intérieur               | SFIO                            | 18 janvier 1938                 | Blum I Chautemps III                   |                                                            |
|                                    | Albert Sarraut                        | Ministre de l'Intérieur               | PRRRS                           | 18 janvier 1938                 | 13 mars 1938                           | Chautemps IV                                               |
|                                    | Marx Dormoy                           | Ministre de l'Intérieur               | SFIO                            | 13 mars 1938                    | 10 avril 1938                          | Blum II                                                    |
|                                    | Albert Sarraut                        | Ministre de l'Intérieur               | PRRRS                           | 10 avril 1938                   | 21 mars 1940                           | Daladier III, IV et V                                      |
| Henri Roy                          | 21 mars 1940                          | Ministre de l'Intérieur               | PRRRS                           | 18 mai 1940                     | Reynaud                                |                                                            |
|                                    | Georges Mandel                        | Ministre de l'Intérieur               | DVD                             | 18 mai 1940                     | Reynaud                                | 16 juin 1940                                               |
|                                    | Charles Pomaret                       | Ministre de l'Intérieur               | USR                             | 16 juin 1940                    | 26 juin 1940                           | Pétain                                                     |
|                                    | Adrien Marquet                        | Ministre de l'Intérieur               | PNS                             | 27 juin 1940                    | 10 juillet 1940                        | Pétain                                                     |

## État français
| Ministre                                 | Ministre | Intitulé | Parti                           | Début                           | Fin                             | Gouvernement                    |
| Philippe Pétain, chef de l'Etat          | Philippe Pétain, chef de l'Etat | Philippe Pétain, chef de l'Etat                                                                              | Philippe Pétain, chef de l'Etat | Philippe Pétain, chef de l'Etat | Philippe Pétain, chef de l'Etat | Philippe Pétain, chef de l'Etat |
| ---------------------------------------- | --- | --- | ------------------------------- | ------------------------------- | ------------------------------- | ------------------------------- |
|                                          | Adrien Marquet | Ministre secrétaire d'État à l'Intérieur                                                                     | EXD                             | 10 juillet 1940                 | 6 septembre 1940                | Laval V                         |
| Marcel Peyrouton                         | Secrétaire d'État à l'Intérieur | 6 septembre 1940                                                                                             | EXD                             | 28 octobre 1940                 |                                 | Laval V                         |
| Pierre Laval                             | Ministre secrétaire d’État à l'Intérieur                                                                                             | 28 octobre 1940                                                                                              | EXD                             | 13 décembre 1940                |                                 | Laval V                         |
| Marcel Peyrouton                         | Secrétaire d'État à l'Intérieur | 14 décembre 1940                                                                                             | EXD                             | 16 février 1941                 | Flandin II Darlan               |                                 |
| François Darlan                          | Vice-président du Conseil, Ministre secrétaire d'État à la Marine, aux Affaires Étrangères et à l'Intérieur, chargé de l'Information | 16 février 1941                                                                                              | EXD                             | 18 juillet 1941                 | Darlan                          |                                 |
|                                          | Pierre Pucheu | Secrétaire d'État à l'Intérieur                                                                              | Ex-PPF                          | 18 juillet 1941                 | Darlan                          | 11 août 1941                    |
| Ministre secrétaire d’État à l'Intérieur | Pierre Pucheu | 11 août 1941                                                                                                 | Ex-PPF                          | 18 avril 1942                   | Darlan                          |                                 |
|                                          | Pierre Laval | Chef du gouvernement, ministre des Affaires étrangères, ministre de l'Intérieur et ministre de l'Information | EXD                             | 18 avril 1942                   | 20 août 1944                    | Laval VI                        |

### Secrétaires d'État auprès du Chef du gouvernement (1943-1944)
| Titulaire                       | Titulaire                       | Intitulé                        | Parti                           | Début                           | Fin                             | Gouvernement                    |
| Philippe Pétain, chef de l'Etat | Philippe Pétain, chef de l'Etat | Philippe Pétain, chef de l'Etat | Philippe Pétain, chef de l'Etat | Philippe Pétain, chef de l'Etat | Philippe Pétain, chef de l'Etat | Philippe Pétain, chef de l'Etat |
| ------------------------------- | ------------------------------- | ------------------------------- | ------------------------------- | ------------------------------- | ------------------------------- | ------------------------------- |
|                                 | Antoine Lemoine                 | Secrétaire d'État à l'Intérieur | EXD                             | 30 décembre 1943                | 13 juin 1944                    | Laval VI                        |
| Joseph Darnand                  | 13 juin 1944                    | Secrétaire d'État à l'Intérieur | EXD                             | 19 août 1944                    |                                 | Laval VI                        |

## Conseil impérial puis Commandement civil et militaire
| Ministre                                          | Ministre                                          | Parti                                             | Début                                             | Fin                                               |
| Présidence de François Darlan puis d'Henri Giraud | Présidence de François Darlan puis d'Henri Giraud | Présidence de François Darlan puis d'Henri Giraud | Présidence de François Darlan puis d'Henri Giraud | Présidence de François Darlan puis d'Henri Giraud |
| ------------------------------------------------- | ------------------------------------------------- | ------------------------------------------------- | ------------------------------------------------- | ------------------------------------------------- |
|                                                   | Jean Rigault                                      | EXD                                               | 14 novembre 1942                                  | 3 juin 1943                                       |

## «France libre» puis «France combattante» et Comité français de Libération nationale
| Ministre | Ministre | Ministre                        | Intitulé                                                 | Parti | Début             | Fin               | Gouvernement |
| -------- | -------- | ------------------------------- | -------------------------------------------------------- | ----- | ----------------- | ----------------- | ------------ |
|          |          | André Diethelm                  | Commissaire à l'Intérieur, au Travail et à l'Information | RPF   | 24 septembre 1941 | 28 juillet 1942   | CFN          |
|          |          | André Philip                    | Commissaire à l'Intérieur                                | SFIO  | 28 juillet 1942   | 9 novembre 1943   | CFN CFLN 1   |
|          |          | Emmanuel d'Astier de La Vigerie | Commissaire à l'Intérieur                                | UP    | 9 novembre 1943   | 10 septembre 1944 | CFLN 2 GPRF  |

## Gouvernement provisoire de la République française
| Ministre | Ministre         | Ministre        | Intitulé                | Parti | Début             | Fin             | Gouvernement      |
| -------- | ---------------- | --------------- | ----------------------- | ----- | ----------------- | --------------- | ----------------- |
|          |                  | Adrien Tixier   | Ministre de l'Intérieur | SFIO  | 10 septembre 1944 | 26 janvier 1946 | De Gaulle I et II |
|          | André Le Troquer | 26 janvier 1946 | Ministre de l'Intérieur | SFIO  | 24 juin 1946      | Gouin           |                   |
|          | Édouard Depreux  | 24 juin 1946    | Ministre de l'Intérieur | SFIO  | 16 décembre 1946  | Bidault I       |                   |

## Quatrième République
| Ministre                     | Ministre                     | Ministre                     | Intitulé                     | Parti                        | Début                        | Fin                                              | Gouvernement                                  |
| Présidence de Vincent Auriol | Présidence de Vincent Auriol | Présidence de Vincent Auriol | Présidence de Vincent Auriol | Présidence de Vincent Auriol | Présidence de Vincent Auriol | Présidence de Vincent Auriol                     | Présidence de Vincent Auriol                  |
| ---------------------------- | ---------------------------- | ---------------------------- | ---------------------------- | ---------------------------- | ---------------------------- | ------------------------------------------------ | --------------------------------------------- |
|                              |                              | Édouard Depreux              | Ministre de l'Intérieur      | SFIO                         | 16 décembre 1946             | 24 novembre 1947                                 | Blum III Ramadier I et II                     |
|                              | Jules Moch                   | 24 novembre 1947             | Ministre de l'Intérieur      | SFIO                         | 7 février 1950               | Schuman I Marie Schuman II Queuille I Bidault II |                                               |
|                              |                              | Henri Queuille               | Ministre de l'Intérieur      | RAD                          | 7 février 1950               | 11 août 1951                                     | Bidault III Queuille II Pleven I Queuille III |
|                              | Charles Brune                | 11 août 1951                 | Ministre de l'Intérieur      | RAD                          | 28 juin 1953                 | Pleven II Faure I Pinay                          |                                               |
|                              | Léon Martinaud-Déplat        | 28 juin 1953                 | Ministre de l'Intérieur      | RAD                          | 16 janvier 1954              | Laniel I                                         |                                               |
| Présidence de René Coty      |                              |                              |                              |                              |                              |                                                  |                                               |
|                              |                              | Léon Martinaud-Déplat        | Ministre de l'Intérieur      | RAD                          | 16 janvier 1954              | 19 juin 1954                                     | Laniel II                                     |
|                              |                              | François Mitterrand          | Ministre de l'Intérieur      | UDSR                         | 19 juin 1954                 | 23 février 1955                                  | Mendès France                                 |
|                              |                              | Maurice Bourgès-Maunoury     | Ministre de l'Intérieur      | RAD                          | 23 février 1955              | 1er décembre 1955                                | Faure II                                      |
|                              | Jean Gilbert-Jules           | 1er février 1956             | Ministre de l'Intérieur      | RAD                          | 6 novembre 1957              | Mollet Bourgès-Maunoury                          |                                               |
|                              | Maurice Bourgès-Maunoury     | 6 novembre 1957              | Ministre de l'Intérieur      | RAD                          | 14 mai 1958                  | Gaillard                                         |                                               |
|                              | Maurice Faure                | 14 mai 1958                  | Ministre de l'Intérieur      | RAD                          | 17 mai 1958                  | Pflimlin                                         |                                               |
|                              |                              | Jules Moch                   | Ministre de l'Intérieur      | SFIO                         | 17 mai 1958                  | Pflimlin                                         | 1er juin 1958                                 |
|                              |                              | Émile Pelletier              | Ministre de l'Intérieur      | SE                           | 1er juin 1958                | 8 janvier 1959                                   | de Gaulle III                                 |

## Cinquième République
| Ministre                                                                                     | Ministre                        | Ministre                        | Intitulé                                                                   | Parti                           | Début                           | Fin                             | Durée d'occupation              | Durée totale d'occupation       | Gouvernement                    |                                 |
| Présidence de Charles de Gaulle                                                              | Présidence de Charles de Gaulle | Présidence de Charles de Gaulle | Présidence de Charles de Gaulle                                            | Présidence de Charles de Gaulle | Présidence de Charles de Gaulle | Présidence de Charles de Gaulle | Présidence de Charles de Gaulle | Présidence de Charles de Gaulle | Présidence de Charles de Gaulle | Présidence de Charles de Gaulle |
| -------------------------------------------------------------------------------------------- | ------------------------------- | ------------------------------- | -------------------------------------------------------------------------- | ------------------------------- | ------------------------------- | ------------------------------- | ------------------------------- | ------------------------------- | ------------------------------- | ------------------------------- |
|                                                                                              |                                 | Jean Berthoin                   | Ministre de l'Intérieur                                                    | PRV                             | 8 janvier 1959                  | 27 mai 1959                     | 4 mois 19 jours                 | 4 mois 19 jours                 | Debré                           |                                 |
|                                                                                              |                                 | Pierre Chatenet                 | Ministre de l'Intérieur                                                    | UNR                             | 28 mai 1959                     | 6 mai 1961                      | 1 an 11 mois 9 jours            | 1 an 11 mois 9 jours            | Debré                           |                                 |
|                                                                                              |                                 | Roger Frey                      | Ministre de l'Intérieur                                                    | UNR, UNR-UDT                    | 6 mai 1961                      | 14 avril 1962                   | 11 mois 8 jours                 | 5 ans 6 mois 25 jours           | Debré                           |                                 |
| 15 avril 1962                                                                                | 28 novembre 1962                | Roger Frey                      | Ministre de l'Intérieur                                                    | UNR, UNR-UDT                    | 7 mois 13 jours                 | Pompidou I                      |                                 | 5 ans 6 mois 25 jours           |                                 |                                 |
| 6 décembre 1962                                                                              | 8 janvier 1966                  | Roger Frey                      | Ministre de l'Intérieur                                                    | UNR, UNR-UDT                    | 3 ans 1 mois 2 jours            | Pompidou II                     |                                 | 5 ans 6 mois 25 jours           |                                 |                                 |
| 8 janvier 1966                                                                               | 1er avril 1967                  | Roger Frey                      | Ministre de l'Intérieur                                                    | UNR, UNR-UDT                    | 1 an 2 mois 2 jours             | Pompidou III                    |                                 | 5 ans 6 mois 25 jours           |                                 |                                 |
|                                                                                              |                                 | Christian Fouchet               | Ministre de l'Intérieur                                                    | UNR-UDT                         | 7 avril 1967                    | 31 mai 1968                     | 1 an 1 mois 24 jours            | 1 an 1 mois 24 jours            | Pompidou IV                     |                                 |
|                                                                                              |                                 | Raymond Marcellin               | Ministre de l'Intérieur                                                    | FNRI                            | 31 mai 1968                     | 10 juillet 1968                 | 1 mois 10 jours                 | 1 an 18 jours                   | Pompidou IV                     |                                 |
| 12 juillet 1968                                                                              | 20 juin 1969                    | Raymond Marcellin               | Ministre de l'Intérieur                                                    | FNRI                            | 11 mois 8 jours                 | Couve de Murville               |                                 | 1 an 18 jours                   |                                 |                                 |
| Présidence de Georges Pompidou                                                               |                                 |                                 |                                                                            |                                 |                                 |                                 |                                 |                                 |                                 |                                 |
|                                                                                              |                                 | Raymond Marcellin               | Ministre de l'Intérieur                                                    | FNRI                            | 22 juin 1969                    | 5 juillet 1972                  | 3 ans 13 jours                  | 4 ans 7 mois 28 jours           | Chaban-Delmas                   |                                 |
| 6 juillet 1972                                                                               | 28 mars 1973                    | Raymond Marcellin               | Ministre de l'Intérieur                                                    | FNRI                            | 8 mois 22 jours                 | Messmer I                       |                                 | 4 ans 7 mois 28 jours           |                                 |                                 |
| 6 avril 1973                                                                                 | 27 février 1974                 | Raymond Marcellin               | Ministre de l'Intérieur                                                    | FNRI                            | 10 mois 21 jours                | Messmer II                      |                                 | 4 ans 7 mois 28 jours           |                                 |                                 |
|                                                                                              |                                 | Jacques Chirac                  | Ministre de l'Intérieur                                                    | UDR                             | 1er mars 1974                   | 27 mai 1974                     | 2 mois 26 jours                 | 2 mois 26 jours                 | Messmer III                     |                                 |
| Présidence de Valéry Giscard d'Estaing                                                       |                                 |                                 |                                                                            |                                 |                                 |                                 |                                 |                                 |                                 |                                 |
|                                                                                              |                                 | Michel Poniatowski              | Ministre d'État, ministre de l'Intérieur                                   | FNRI                            | 28 mai 1974                     | 25 août 1976                    | 2 ans 2 mois 28 jours           | 2 ans 10 mois                   | Chirac I                        |                                 |
| 27 août 1976                                                                                 | 29 mars 1977                    | Michel Poniatowski              | Ministre d'État, ministre de l'Intérieur                                   | FNRI                            | 7 mois 2 jours                  | Barre I                         |                                 | 2 ans 10 mois                   |                                 |                                 |
|                                                                                              |                                 | Christian Bonnet                | Ministre de l'Intérieur                                                    | FNRI, UDF-PR                    | 30 mars 1977                    | 31 mars 1978                    | 1 an 1 jour                     | 4 ans 1 mois 9 jours            | Barre II                        |                                 |
| 5 avril 1978                                                                                 | 13 mai 1981                     | Christian Bonnet                | Ministre de l'Intérieur                                                    | FNRI, UDF-PR                    | 3 ans 1 mois 8 jours            | Barre III                       |                                 | 4 ans 1 mois 9 jours            |                                 |                                 |
| Présidence de François Mitterrand                                                            |                                 |                                 |                                                                            |                                 |                                 |                                 |                                 |                                 |                                 |                                 |
|                                                                                              |                                 | Gaston Defferre                 | Ministre d'État, ministre de l'Intérieur et de la Décentralisation         | PS                              | 22 mai 1981                     | 22 juin 1981                    | 1 mois                          | 3 ans 1 mois 25 jours           | Mauroy I                        |                                 |
| 23 juin 1981                                                                                 | 22 mars 1983                    | Gaston Defferre                 | Ministre d'État, ministre de l'Intérieur et de la Décentralisation         | PS                              | 1 an 8 mois 29 jours            | Mauroy II                       |                                 | 3 ans 1 mois 25 jours           |                                 |                                 |
| Ministre de l'Intérieur et de la Décentralisation                                            | 22 mars 1983                    | Gaston Defferre                 | 17 juillet 1984                                                            | PS                              | 1 an 3 mois 26 jours            | Mauroy III                      |                                 | 3 ans 1 mois 25 jours           |                                 |                                 |
| Ministre de l'Intérieur et de la Décentralisation                                            |                                 |                                 | Pierre Joxe                                                                | PS                              | 19 juillet 1984                 | 20 mars 1986                    | 1 an 8 mois 1 jour              | 1 an 8 mois 1 jour              | Fabius                          |                                 |
|                                                                                              |                                 | Charles Pasqua                  | Ministre de l'Intérieur                                                    | RPR                             | 20 mars 1986                    | 10 mai 1988                     | 1 an 11 mois 21 jours           | 1 an 11 mois 21 jours           | Chirac II                       |                                 |
|                                                                                              |                                 | Pierre Joxe                     | Ministre de l'Intérieur                                                    | PS                              | 12 mai 1988                     | 23 juin 1988                    | 1 mois 11 jours                 | 2 ans 8 mois 12 jours           | Rocard I                        |                                 |
| 28 juin 1988                                                                                 | 29 janvier 1991                 | Pierre Joxe                     | Ministre de l'Intérieur                                                    | PS                              | 2 ans 7 mois 1 jour             | Rocard II                       |                                 | 2 ans 8 mois 12 jours           |                                 |                                 |
|                                                                                              |                                 | Philippe Marchand               | Ministre de l'Intérieur                                                    | PS                              | 29 janvier 1991                 | Rocard II                       | 15 mai 1991                     | 3 mois 17 jours                 | 1 an 2 mois 4 jours             |                                 |
| 16 mai 1991                                                                                  | 2 avril 1992                    | Philippe Marchand               | Ministre de l'Intérieur                                                    | PS                              | 10 mois 17 jours                | Cresson                         |                                 |                                 | 1 an 2 mois 4 jours             |                                 |
|                                                                                              |                                 | Paul Quilès                     | Ministre de l'Intérieur et de la Sécurité publique                         | PS                              | 2 avril 1992                    | 29 mars 1993                    | 11 mois 27 jours                | 11 mois 27 jours                | Bérégovoy                       |                                 |
|                                                                                              |                                 | Charles Pasqua                  | Ministre d'État, ministre de l'Intérieur et de l'Aménagement du territoire | RPR                             | 30 mars 1993                    | 11 mai 1995                     | 2 ans 1 mois 12 jours           | 2 ans 1 mois 12 jours           | Balladur                        |                                 |
| Présidence de Jacques Chirac                                                                 |                                 |                                 |                                                                            |                                 |                                 |                                 |                                 |                                 |                                 |                                 |
|                                                                                              |                                 | Jean-Louis Debré                | Ministre de l'Intérieur                                                    | RPR                             | 18 mai 1995                     | 7 novembre 1995                 | 5 mois 20 jours                 | 2 ans 15 jours                  | Juppé I                         |                                 |
| 7 novembre 1995                                                                              | 2 juin 1997                     | Jean-Louis Debré                | Ministre de l'Intérieur                                                    | RPR                             | 1 an 6 mois 25 jours            | Juppé II                        |                                 | 2 ans 15 jours                  |                                 |                                 |
|                                                                                              |                                 | Jean-Pierre Chevènement         | Ministre de l'Intérieur                                                    | MDC                             | 4 juin 1997                     | 29 août 2000                    | 3 ans 2 mois 27 jours           | 3 ans 2 mois 27 jours           | Jospin                          |                                 |
|                                                                                              |                                 | Daniel Vaillant                 | Ministre de l'Intérieur                                                    | PS                              | 29 août 2000                    | 6 mai 2002                      | 1 an 8 mois 8 jours             | 1 an 8 mois 8 jours             | Jospin                          |                                 |
|                                                                                              |                                 | Nicolas Sarkozy                 | Ministre de l'Intérieur, de la Sécurité intérieure et des Libertés locales | UMP                             | 7 mai 2002                      | 17 juin 2002                    | 1 mois 10 jours                 | 1 an 10 mois 13 jours           | Raffarin I                      |                                 |
| 17 juin 2002                                                                                 | 30 mars 2004                    | Nicolas Sarkozy                 | Ministre de l'Intérieur, de la Sécurité intérieure et des Libertés locales | UMP                             | 1 an 9 mois 13 jours            | Raffarin II                     |                                 | 1 an 10 mois 13 jours           |                                 |                                 |
|                                                                                              |                                 | Dominique de Villepin           | Ministre de l'Intérieur, de la Sécurité intérieure et des Libertés locales | UMP                             | 31 mars 2004                    | 31 mai 2005                     | 1 an 2 mois                     | 1 an 2 mois                     | Raffarin III                    |                                 |
|                                                                                              |                                 | Nicolas Sarkozy                 | Ministre d'État, ministre de l'Intérieur et de l'Aménagement du territoire | UMP                             | 2 juin 2005                     | 26 mars 2007                    | 1 an 9 mois 24 jours            | 1 an 9 mois 24 jours            | Villepin                        |                                 |
|                                                                                              |                                 | François Baroin                 | Ministre de l'Intérieur et de l'Aménagement du territoire                  | UMP                             | 26 mars 2007                    | 15 mai 2007                     | 1 mois 20 jours                 | 1 mois 20 jours                 | Villepin                        |                                 |
| Présidence de Nicolas Sarkozy                                                                |                                 |                                 |                                                                            |                                 |                                 |                                 |                                 |                                 |                                 |                                 |
|                                                                                              |                                 | Michèle Alliot-Marie            | Ministre de l'Intérieur, de l'Outre-Mer et des Collectivités territoriales | UMP                             | 18 mai 2007                     | 18 juin 2007                    | 1 mois                          | 2 ans 1 mois 4 jours            | Fillon I                        |                                 |
| 19 juin 2007                                                                                 | 23 juin 2009                    | Michèle Alliot-Marie            | Ministre de l'Intérieur, de l'Outre-Mer et des Collectivités territoriales | UMP                             | 2 ans 4 jours                   | Fillon II                       |                                 | 2 ans 1 mois 4 jours            |                                 |                                 |
|                                                                                              |                                 | Brice Hortefeux                 | Ministre de l'Intérieur, de l'Outre-Mer et des Collectivités territoriales | UMP                             | 23 juin 2009                    | Fillon II                       | 13 novembre 2010                | 1 an 4 mois 10 jours            | 1 an 7 mois 23 jours            |                                 |
| Ministre de l'Intérieur, de l'Outre-mer, des Collectivités territoriales et de l'Immigration | 14 novembre 2010                | Brice Hortefeux                 | 27 février 2011                                                            | UMP                             | 3 mois 13 jours                 | Fillon III                      |                                 |                                 | 1 an 7 mois 23 jours            |                                 |
| Ministre de l'Intérieur, de l'Outre-mer, des Collectivités territoriales et de l'Immigration |                                 |                                 | Claude Guéant                                                              | UMP                             | 27 février 2011                 | Fillon III                      | 10 mai 2012                     | 1 an 2 mois 11 jours            | 1 an 2 mois 11 jours            |                                 |
| Présidence de François Hollande                                                              |                                 |                                 |                                                                            |                                 |                                 |                                 |                                 |                                 |                                 |                                 |
|                                                                                              |                                 | Manuel Valls                    | Ministre de l'Intérieur                                                    | PS                              | 16 mai 2012                     | 18 juin 2012                    | 1 mois 2 jours                  | 1 an 10 mois 10 jours           | Ayrault I                       |                                 |
| 21 juin 2012                                                                                 | 31 mars 2014                    | Manuel Valls                    | Ministre de l'Intérieur                                                    | PS                              | 1 an 9 mois 10 jours            | Ayrault II                      |                                 | 1 an 10 mois 10 jours           |                                 |                                 |
|                                                                                              |                                 | Bernard Cazeneuve               | Ministre de l'Intérieur                                                    | PS                              | 2 avril 2014                    | 25 août 2014                    | 4 mois 24 jours                 | 2 ans 8 mois 4 jours            | Valls I                         |                                 |
| 26 août 2014                                                                                 | 6 décembre 2016                 | Bernard Cazeneuve               | Ministre de l'Intérieur                                                    | PS                              | 2 ans 3 mois 11 jours           | Valls II                        |                                 | 2 ans 8 mois 4 jours            |                                 |                                 |
|                                                                                              |                                 | Bruno Le Roux                   | Ministre de l'Intérieur                                                    | PS                              | 6 décembre 2016                 | 21 mars 2017                    | 3 mois 15 jours                 | 3 mois 15 jours                 | Cazeneuve                       |                                 |
|                                                                                              |                                 | Matthias Fekl                   | Ministre de l'Intérieur                                                    | PS                              | 21 mars 2017                    | 10 mai 2017                     | 1 mois 20 jours                 | 1 mois 20 jours                 | Cazeneuve                       |                                 |
| Présidence d'Emmanuel Macron                                                                 |                                 |                                 |                                                                            |                                 |                                 |                                 |                                 |                                 |                                 |                                 |
|                                                                                              |                                 | Gérard Collomb                  | Ministre d'État, ministre de l'Intérieur                                   | PS diss.                        | 17 mai 2017                     | 20 juin 2017                    | 1 mois 3 jours                  | 1 an 4 mois 15 jours            | Philippe I                      |                                 |
|                                                                                              | LREM                            | Gérard Collomb                  | Ministre d'État, ministre de l'Intérieur                                   | 21 juin 2017                    | 3 octobre 2018                  | 1 an 3 mois 12 jours            | Philippe II                     | 1 an 4 mois 15 jours            |                                 |                                 |
|                                                                                              |                                 | Édouard Philippe                | Premier ministre, ministre de l'Intérieur par intérim                      | DVD                             | 3 octobre 2018                  | 16 octobre 2018                 | Philippe II                     | 13 jours                        | 13 jours                        |                                 |
|                                                                                              |                                 | Christophe Castaner             | Ministre de l'Intérieur                                                    | LREM / RE                       | 16 octobre 2018                 | 6 juillet 2020                  | Philippe II                     | 1 an 8 mois 21 jours            | 1 an 8 mois 21 jours            |                                 |
|                                                                                              | Gérald Darmanin                 | Gérald Darmanin                 | Ministre de l'Intérieur                                                    | LREM / RE                       | 6 juillet 2020                  | 16 mai 2022                     | 1 an 10 mois 10 jours           | 4 ans 2 mois 15 jours           | Castex                          |                                 |
| 20 mai 2022                                                                                  | Gérald Darmanin                 | Gérald Darmanin                 | Ministre de l'Intérieur                                                    | LREM / RE                       | 4 juillet 2022                  | 1 mois 15 jours                 | Borne                           | 4 ans 2 mois 15 jours           |                                 |                                 |
| Ministre de l'Intérieur et des Outre-mer                                                     | Gérald Darmanin                 | Gérald Darmanin                 | 4 juillet 2022                                                             | LREM / RE                       | 9 janvier 2024                  | 1 an 6 mois 5 jours             | Borne                           | 4 ans 2 mois 15 jours           |                                 |                                 |
| Ministre de l'Intérieur et des Outre-mer                                                     | Gérald Darmanin                 | Gérald Darmanin                 | 11 janvier 2024                                                            | LREM / RE                       | 21 septembre 2024               | 8 mois 10 jours                 | Attal                           | 4 ans 2 mois 15 jours           |                                 |                                 |
|                                                                                              | Bruno Retailleau                | Bruno Retailleau                | Ministre de l'Intérieur                                                    | LR                              | 21 septembre 2024               | 23 décembre 2024                | 3 mois 2 jours                  | 9 mois 273 jours                | Barnier                         |                                 |
| Ministre d'Etat, Ministre de l'Intérieur                                                     | Bruno Retailleau                | Bruno Retailleau                | 23 décembre 2024                                                           | LR                              | En cours                        | 5 mois et 29 jours 180 jours    | Bayrou                          | 9 mois 273 jours                |                                 |                                 |